# Henri Dulieux
Henri Joseph Marie Dulieux (Lille, 1897. május 10. – Chantepie, 1982. május 29.) világbajnok, olimpiai bronzérmes francia párbajtőrvívó.